# Amerila bubo
Amerila bubo là một loài bướm đêm thuộc phân họ Arctiinae, họ Erebidae.